# Едуар Колонн

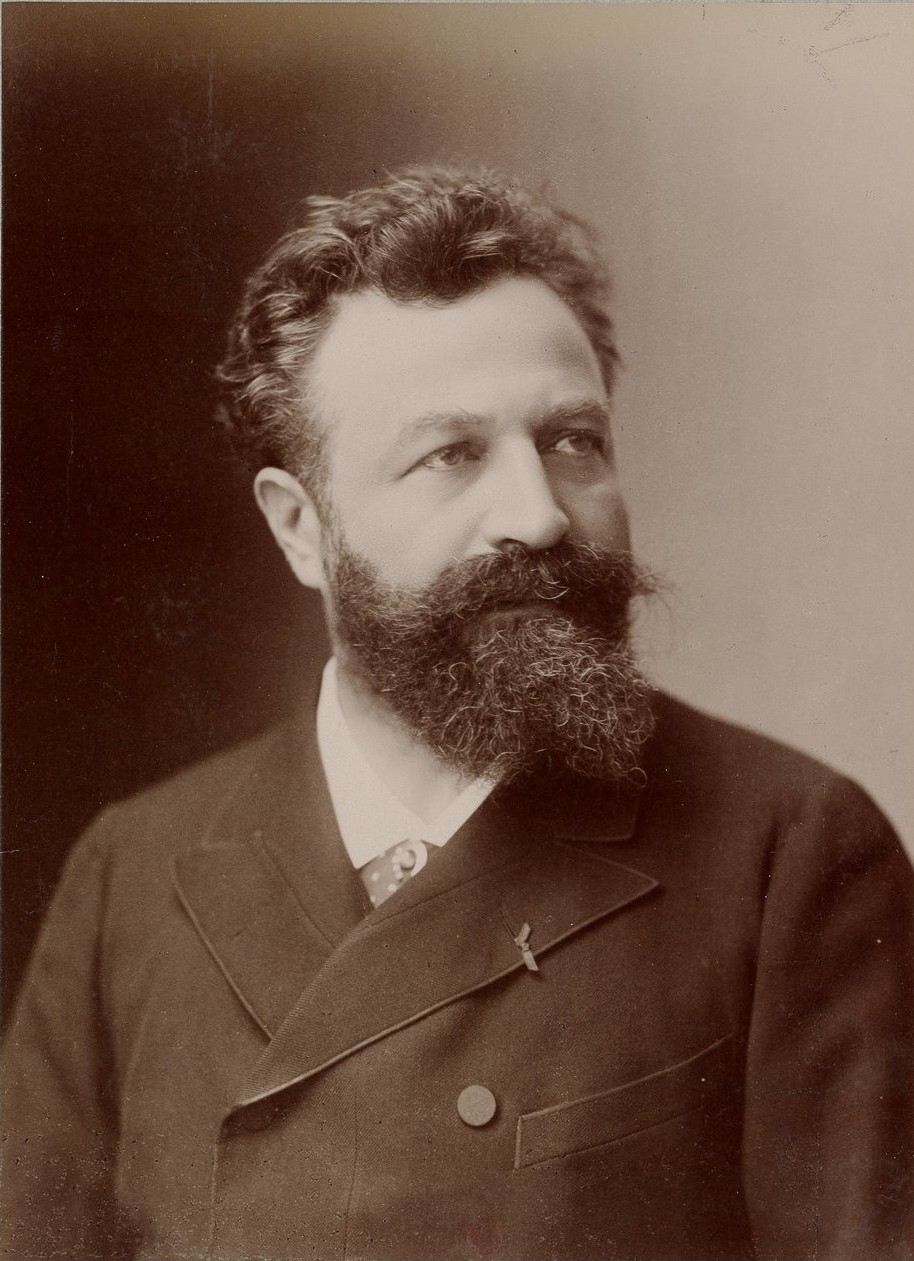
Едуар Колонн (1900), фотографія Надара

Едуар Колонн (фр. Édouard Judas Colonne; 23 липня 1838, Бордо — 28 березня 1910, Париж) — французький диригент і скрипаль.
Потомствений музикант, Колон вступив в Паризьку консерваторію в 1856 р. по класах скрипки та композиції. Але вже в 1858 р. він був запрошений першою скрипкою в оркестр паризької Гранд Опера. Незабаром Колон також зайняв місце другої скрипки у Квартеті Ламурьо — його перша скрипка Шарль Ламурьо на довгі роки став помітним суперником Колона, особливо коли обидва, Колон і Ламуре, заснували свої оркестри.

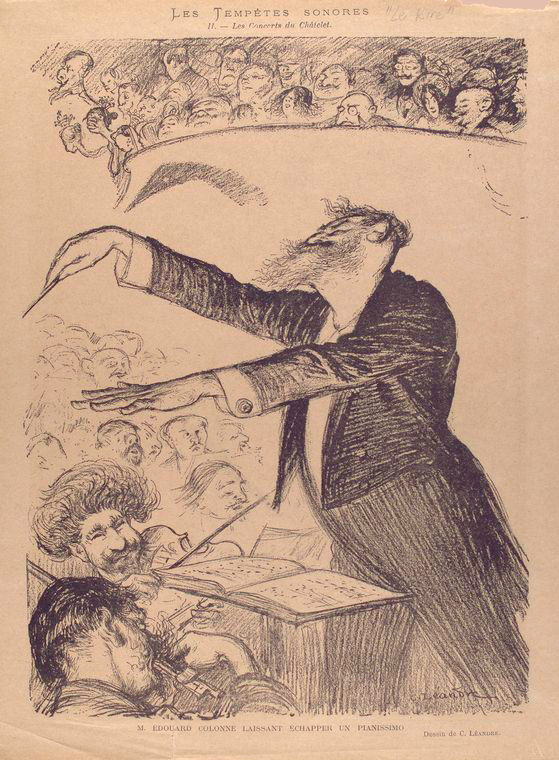
Едуар Колонн дозволяє музиці тікти піаніссімо (Карикатура Шарля Леандра)

У березні 1873 році світовою прем'єрою ораторії Сезара Франка «Спокута» Колон відкрив в Паризському театрі «Одеон» перший сезон своїх недільних концертів. У листопаді того ж року Колон заснував для проведення цих концертів свій власний оркестр. Концерти Колона пропагували, насамперед, новітню французьку музику: Массне, Лало, Бізе, Берліоза , Равеля та інших. Колон цікавився і російською музикою, кілька разів гастролював у Петербурзі, в тому числі з французької оперою, яка давала вистави в Малому театрі в 1894 році. У 1892 році Колон був запрошений очолити оркестр Гранд Опера, проте керував ним тільки один сезон, а потім знову зосередив всю увагу на власному оркестрі.
Колон вважається одним з найбільших французьких диригентів XIX століття. Він залишив по собі славу жорсткого, майже тиранічного керівника оркестру.